# FC Barcelona
Futbol Club Barcelona (ook wel bekend als Barça) is een Spaanse voetbalclub uit Barcelona, Catalonië (Spanje). De club is een van de succesvolste voetbalclubs van Spanje en ter wereld. Het stadion van de club is Spotify Camp Nou, het grootste stadion van Europa. De clubkleuren zijn paars (of granaatrood)-blauw (blaugrana). De aartsrivaal van Barcelona is Real Madrid, wedstrijden tussen beide clubs staan bekend als El Clásico. Nog een belangrijke rivaal is buurtgenoot Espanyol; de onderlinge duels dragen de naam Derbi de Barcelona.
De club werd door de IFFHS uitgeroepen tot de beste ploeg ter wereld over de periode 1991-2020. en staat op nummer 1 van de FIFA-lijst met 5228 punten. Aartsrivaal Real Madrid staat op nummer 2 met een verschil van 365 punten. FC Barcelona is de club met de meeste spelers op het podium van de FIFA-wereldspeler en de Ballon d'Or. Het is bovendien de enige club ter wereld met zowel een mannelijke als een vrouwelijke Ballon d'Or-winnaar. Daarnaast is de club recordhouder van de Kopa-trofee, met drie gewonnen trofeeën. 
Een van de belangrijkste kenmerken van FC Barcelona is haar Omnisport-stijl. Het is de meest bekroonde multi-sportinstelling, in voetbal-, basketbal-, handbal- en hockeyafdelingen, zijn ze met alle afdelingen Europees, de succesvolste van de hele wereld met meer dan 50 trofeeën verspreid over de afdelingen. In 2023 won de club in alle sportafdelingen de nationale competitie, als eerste club ter wereld die dit presteerde. Olympische atleten die voor Barcelona uitkwamen, hebben meerdere keren goud, zilver en brons gewonnen in verschillende disciplines.
De vrouwenafdeling van de club is ook een van de meest succesvolle ter wereld. De club heeft, samen met de mannen- en vrouwenteams, vier trebles behaald en is hiermee recordhouder, aangezien geen enkele andere club dit evenaart.
Voor de Catalaanse bevolking was de club tijdens het onderdrukkende regime van dictator Franco een krachtig symbool van hun identiteit en hun streven naar onafhankelijkheid. Tot op de dag van vandaag blijft de club deze rol vervullen. Daarom luidt de slogan van de club: "Visca el Barça, visca Catalunya!", wat betekent: "Lang leve Barça, lang leve Catalonië!" en onderstreept de diepgewortelde verbondenheid met de Catalaanse onafhankelijkheidsbeweging.
Lionel Messi en Johan Cruijff waren de meest invloedrijke personen voor de club. Messi is de topscorer en recordhouder qua gespeelde wedstrijden voor de club. Cruijff, de langstzittende trainer, transformeerde de club en omarmde en herstelde de Catalaanse identiteit.

## Geschiedenis
FC Barcelona is opgericht op 29 november 1899 door de Zwitser Johan “Joan” Gamper. De eerste jaren speelden vooral Zwitsers, landgenoten van Gamper, en Engelsen in het eerste elftal. Begin jaren twintig van de twintigste eeuw beleefde Barça de eerste succesvolle periode met diverse prijzen. Ricardo Zamora, Josep Samitier en Paulino Alcántara waren in die tijd de grote sterren.
Met het uitbreken van de Spaanse Burgeroorlog en het aan de macht komen van Franco, was er lange tijd sprake van een sterke onderdrukking van de nationalistische gevoelens bij bevolkingsgroepen als Catalanen. Franco veranderde de naam van FC Barcelona zelfs in het Spaanse Club Fútbol de Barcelona. Juichen voor de eigen club FC Barcelona was voor veel Catalanen een manier om hun gevoelens te uiten. In de jaren vijftig kende FC Barcelona weer grote successen. Onder de Slowaakse trainer Ferdinand Daučík, de Argentijnse trainer Helenio Herrera en de sterspelers Ladislao Kubala en Luis Suárez domineerde Barça in Spanje en in het Jaarbeursstedenbekertoernooi. De verloren Europacup I finale van 1961 tegen Benfica betekende het einde van deze succesperiode. De komst van Rinus Michels, Johan Cruijff en Johan Neeskens in de jaren zeventig brachten nieuwe successen met zich mee voor FC Barcelona, met als hoogtepunt de landstitel van 1974. De jaren tachtig verliepen wisselend voor Barça, maar toen Johan Cruijff in 1988 terugkeerde als coach bij de club, begon de meest succesvolle periode uit de geschiedenis. Onder leiding van Cruijff won het fameuze Dream Team onder andere vier landstitels en de Europacup I. Ook onder de Engelsman Bobby Robson en de derde Nederlandse coach Louis van Gaal bleef FC Barcelona succesvol. In 1992 kreeg de club het Creu de Sant Jordi, een van de hoogste onderscheidingen van de Catalaanse regering.
Na een mindere periode aan het begin van de 21ste eeuw, was het in 2005 opnieuw een Nederlander, Frank Rijkaard, die de club weer naar successen leidde in de vorm van de landstitel en de Supercopa de España. In 2006 werden de landstitel en de Supercopa geprolongeerd, terwijl ook de UEFA Champions League werd gewonnen. Nadat de seizoenen 2006/07 en 2007/08 prijsloos bleven, werd trainer Rijkaard vervangen door Josep Guardiola. Guardiola kende een uiterst succesvol debuutjaar als coach van FC Barcelona met de nationale dubbel (landstitel en Copa del Rey) en de Champions League in 2009, later dat jaar gevolgd door de Supercopa, de UEFA Supercup en de wereldbeker voor clubteams.
FC Barcelona is de eerste club die alle zes clubelftal bekers in een jaar won. Het won in 2009 de Champions League, het landskampioenschap, de Spaanse beker, de Europese Supercup, de Spaanse Supercup en het Wereldkampioenschap voetbal voor clubs. In 2010 prolongeerde FC Barcelona de landstitel en de Spaanse Supercup onder leiding van Guardiola. Johan Cruijff noemde het kampioensteam onder leiding van Guardiola een verbeterde versie van het fameuze Dream Team. In 2011 won het voor het 3e jaar op rij de landskampioenschap, hun 21e titel in totaal. Ook werd in datzelfde jaar de Champions League gewonnen. In 2012 won Guardiola, alleen het landskampioenschap en de Copa del Rey. In de halve finale van de Champions League verloren ze tegen Chelsea. Guardiola maakte bekend dat hij aan het einde van het seizoen de club ging verlaten. Ook maakte hij bekend dat zijn assistent Tito Vilanova hem ging opvolgen. Tijdens zijn laatste seizoen waren veel mensen kritisch over zijn keuzes en tactieken.

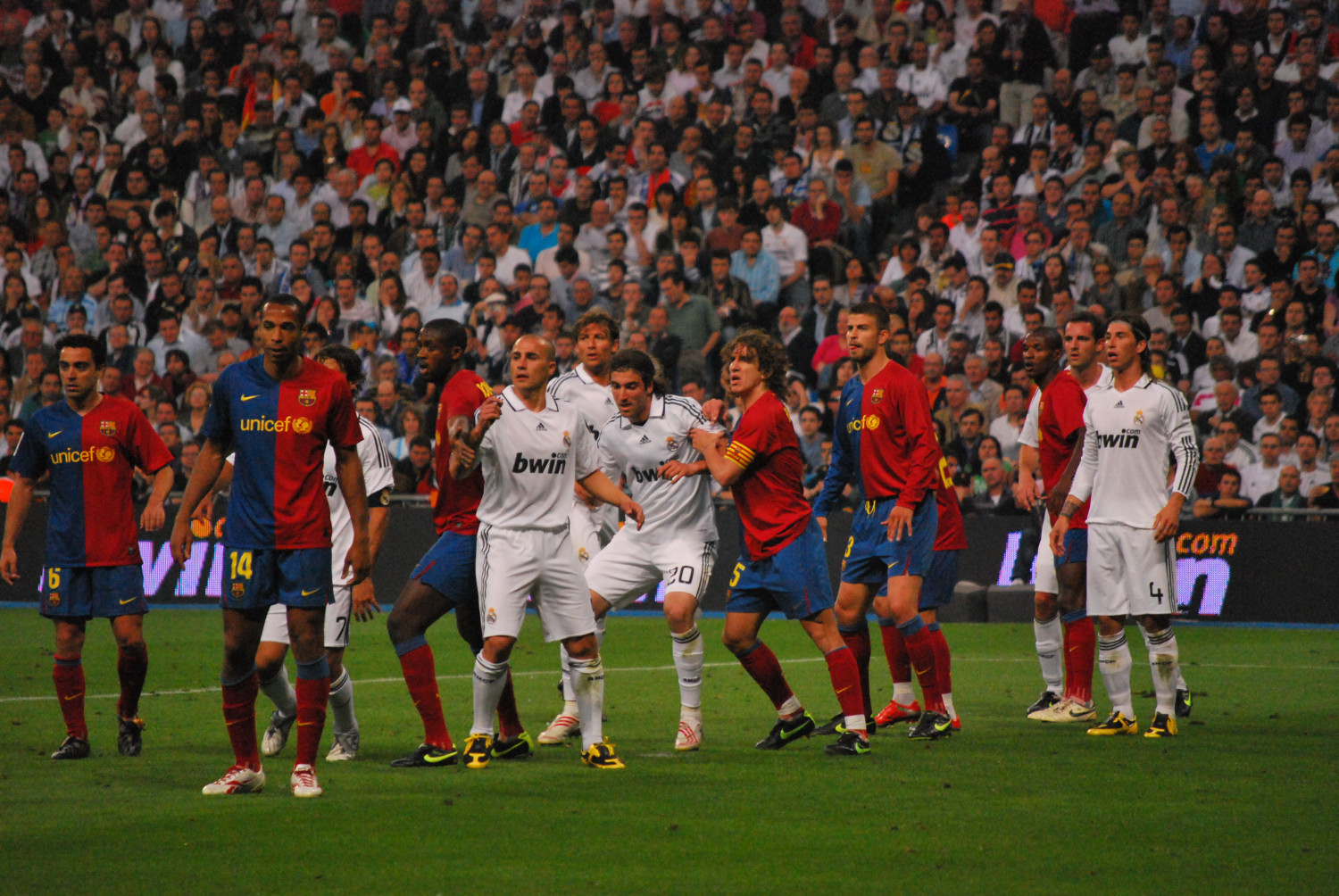
Op 2 mei 2009 won FC Barcelona, de historische El Clásico met 6-2 van Real Madrid.

Na het vertrek van Guardiola begon er een wisselvallige periode voor FC Barcelona. Onder Tito Vilanova werd de landstitel gewonnen, maar hij moest vanwege gezondheidsproblemen al snel afscheid nemen van zijn functie als hoofdtrainer. Een jaar later, overleed hij aan de gevolgen van kanker. Zijn assistent, Jordi Roura, nam het roer tijdelijk over en wist met het team nog wel de halve finale van de Champions League te bereiken. Hierna verliet de succesvolle president Joan Laporta het schip, evenals Ferran Soriano en Txiki Begiristain. Dit markeerde het einde van een succesvolle periode. De laatst twee genoemde sloten zich dit jaar aan bij Manchester City en begonnen hun nieuwe project te implementeren met de Barça-blauwdruk. Pep Guardiola kwam in 2016 aan om het plaatje rond te maken. Tot op heden zijn deze mannen verantwoordelijk voor de opmars en het grote succes van City.  
In het seizoen 2013/2014 nam Gerardo Martino het stokje over als hoofdtrainer, maar hij wist geen prijzen te winnen. Na één seizoen vertrok hij alweer en werd Luis Enrique de nieuwe coach van FC Barcelona. 
Met Luis Enrique aan het roer begon FC Barcelona aan een nieuwe succesvolle periode. In zijn eerste seizoen als hoofdtrainer won de club de landstitel, de Copa del Rey en de Champions League. Lionel Messi, Neymar en Luis Suárez vormden samen een gevreesde aanvalslinie ''MSN'' en zorgden voor vele doelpunten. Het seizoen daarop, in 2015/2016, won FC Barcelona opnieuw de landstitel en de Copa del Rey, waarmee het een historische dubbel won voor de tweede keer in drie seizoenen. Na het vertrek van Luis Enrique in 2017 nam Ernesto Valverde het roer over als hoofdtrainer. Onder zijn leiding won FC Barcelona opnieuw de landstitel en de Copa del Rey in het seizoen 2017/2018. Maar de Champions League bleef uit en in het seizoen 2018/2019 werd FC Barcelona vernederd door Liverpool in de halve finale van het toernooi. Valverde werd vervolgens ontslagen en spoedoplossing Quique Setién werd aangesteld als nieuwe hoofdtrainer in januari 2020. Ondanks een veelbelovende start, waarbij hij het team naar een tweede plaats in de competitie leidde, wist hij geen prijzen te winnen en werd hij na één seizoen ontslagen. Het ergste moment dat seizoen was de 8-2 nederlaag tegen het Bayern München van Hans-Dieter Flick in de kwartfinales van de UEFA Champions League. Deze nederlaag was de grootste in de Europese geschiedenis van de club en wordt nog steeds beschouwd als een van de meest pijnlijke momenten in de geschiedenis van de club.
Kort na het ontslag werd Ronald Koeman, voormalig speler van FC Barcelona, de nieuwe hoofdtrainer voor het seizoen 2020/2021. Onder zijn leiding won FC Barcelona de Copa del Rey en eindigde het als derde in de competitie. De resultaten waren wisselvallig en de speelkwaliteit werd vaak bekritiseerd door de supporters. 
In het seizoen 2021/22 waren er opnieuw presidentsverkiezingen kort nadat Bartomeu de club in de laagste positie ooit had achtergelaten. Zoals velen hadden verwacht, maakte Joan Laporta een comeback, terwijl Toni Freixa en Victor Font zich ook kandidaat stelden. De verkiezing dat jaar was de belangrijkste ooit, aangezien de club, spelers en medewerkers niet wisten wat ze konden verwachten zonder een positieve uitkomst. Op 7 maart won Joan Laporta met eene meerderheid van 54,28%. Laporta was weer terug, maar hij wist niet precies wat hem te wachten stond. 
Aan het einde van het seizoen waarin Laporta zijn comeback maakte, werd in de zomer bekend dat Lionel Messi na 21 seizoenen bij FC Barcelona abrupt afscheid nam van de club aan het einde van de zomer van 2021, waarmee een einde kwam aan zijn lange en succesvolle samenwerking. Na maanden van onderhandelingen slaagde FC Barcelona er niet in om Messi's contract te verlengen, mede vanwege financiële beperkingen en het Spaanse salarisplafond. Het nieuws van zijn vertrek veroorzaakte dan ook grote ophef en verdriet onder de fans van FC Barcelona. Uiteindelijk besloot Messi zich aan te sluiten bij rivaal Paris Saint-Germain, aangezien dit de enige club was die hem het gewenste salaris kon bieden. Zijn vertrek betekende het einde van een tijdperk bij FC Barcelona en markeerde het begin van een noodgedwongen nieuw hoofdstuk in zijn carrière. Koeman werd enkele maanden na Messi's vertrek ontslagen wegens een uiterst slechte positie op de ranglijst van de competitie. 

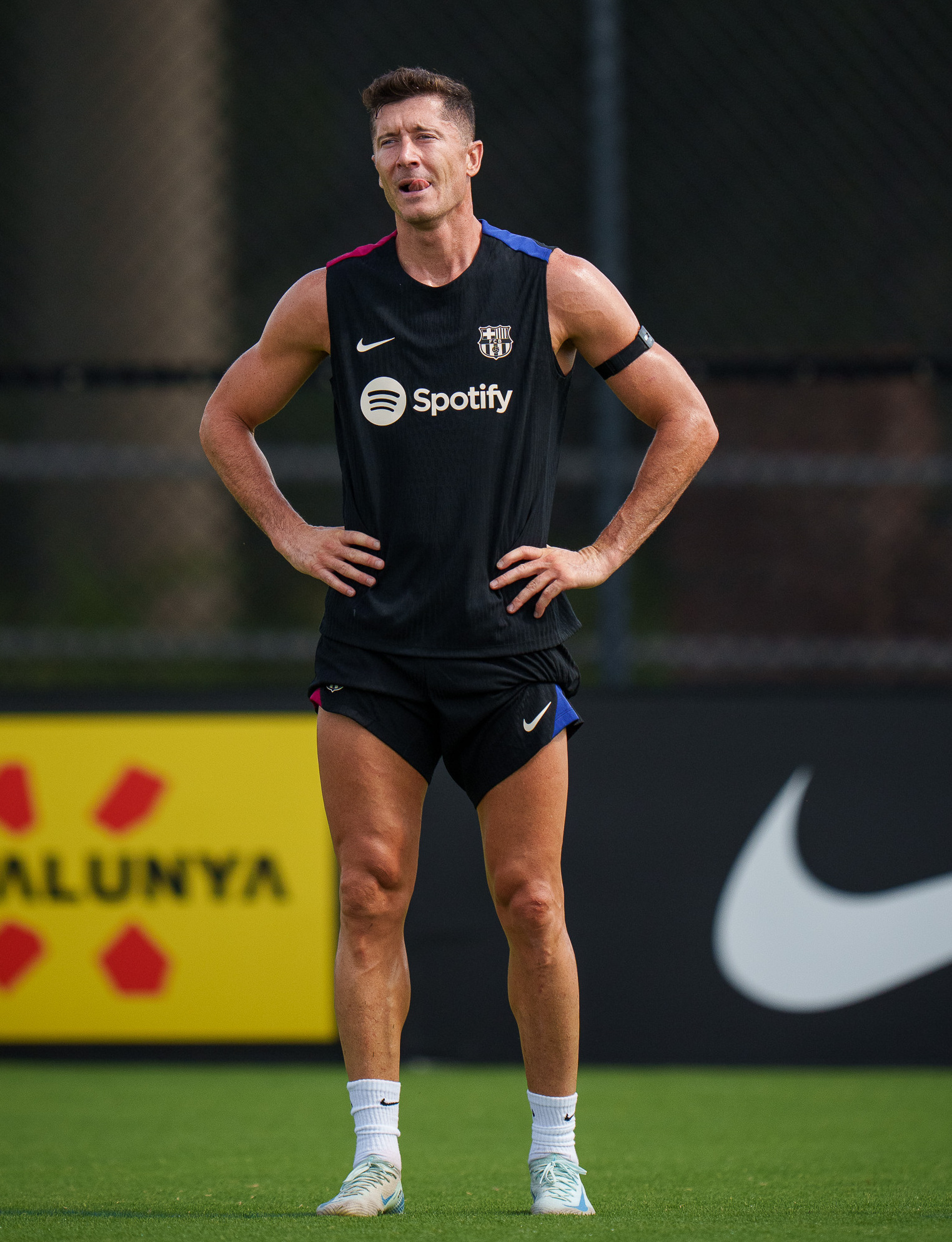
Robert Lewandowski, Poolse spits van FC Barcelona sinds 2022. Hij wordt beschouwd als een van de beste spitsen aller tijden.

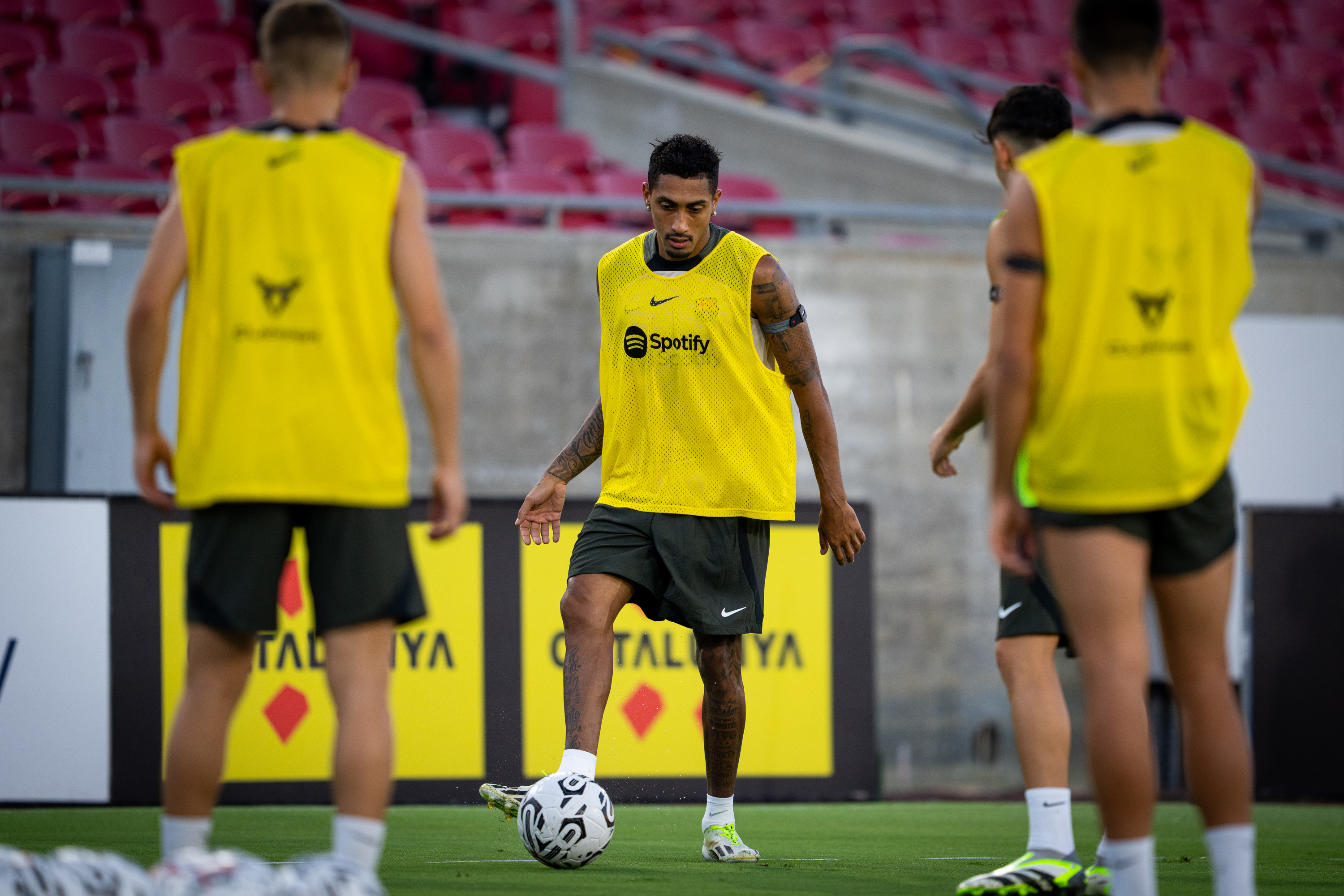
Raphinha, Braziliaanse aanvaller van FC Barcelona sinds 2022.

Daarna nam Laporta contact op met Xavi Hernández, die terugkeerde als trainer. Hij werkte aan een nieuw project met veel jonge talenten, net zoals wat Rijkaard en Guardiola deden, met als doel om weer aan te sluiten bij de Europese top en de reputatie die ze de afgelopen jaren hadden verloren te herstellen. Ze investeren in jonge spelers en willen het kenmerkende 'tiki-taka'-spel en de teamgeest herstellen. Xavi bouwt aan een nieuw team met gevestigde spelers en talenten uit de eigen jeugdopleiding zoals Pedri, Gavi, Ronald Araujo en Alejandro Balde. De genoemde spelers worden binnen de club beschouwd als de beoogde opvolgers van de voormalige grootmachten van FC Barcelona, die aan hun einde stonden van hun carrière bij de club. In januari 2023 won Xavi met FC Barcelona de Supercopa de España. In 2023 namen grote namen zoals Gerard Piqué, Jordi Alba en Sergio Busquets afscheid van de club, waarmee er een tijdperk werd afgesloten. Op 14 mei 2023 won FC Barcelona na 4 jaar weer de landstitel, dit was de tweede prijs onder trainer Xavi. Aan het einde van de zomer van 2023 had FC Barcelona het plaatje compleet. Ze haalde rechtsback João Cancelo binnen, İlkay Gündoğan die net met Manchester City de treble had gewonnen. Als kers op de taart João Félix, een favoriet van Laporta. Ook vertrokken er enkele spelers op permanente en huurbasis. Het plaatje was na 3 jaar weer compleet, dankzij Joan Laporta, Deco en Mateu Alemany, die vertrok na de zomer-transferwindow. In december 2023 had FC Barcelona zich voor het eerst sinds het vertrek van Lionel Messi gekwalificeerd voor de achtste finales van de UEFA Champions League. Op 27 januari 2024 maakte Xavi Hernández bekend dat hij na het seizoen de club verlaat. Op 12 maart 2024 kwalificeerde FC Barcelona na 4 jaar weer voor de kwartfinales van de UEFA Champions League. Na de aankondiging van Xavi draaide het team goed, wat resulteerde in een persconferentie op 25 april 2024 met Joan Laporta, Deco en Xavi zelf, waarin werd bevestigd dat Xavi zijn contract zal volbrengen en dus blijft na dit seizoen. Desondanks kondigde de club op 24 mei 2024 aan dat Xavi, om verschillende redenen, had besloten door te gaan. Toch had het bestuur besloten om hem en zijn volledige staf te ontslaan, slechts enkele weken nadat het tegenovergestelde was aangekondigd. Xavi coachte zijn laatste wedstrijd op zondag 26 mei 2024 tegen Sevilla. Een belangrijk hoogtepunt in het tijdperk van Xavi was de doorbraak van Lamine Yamal.

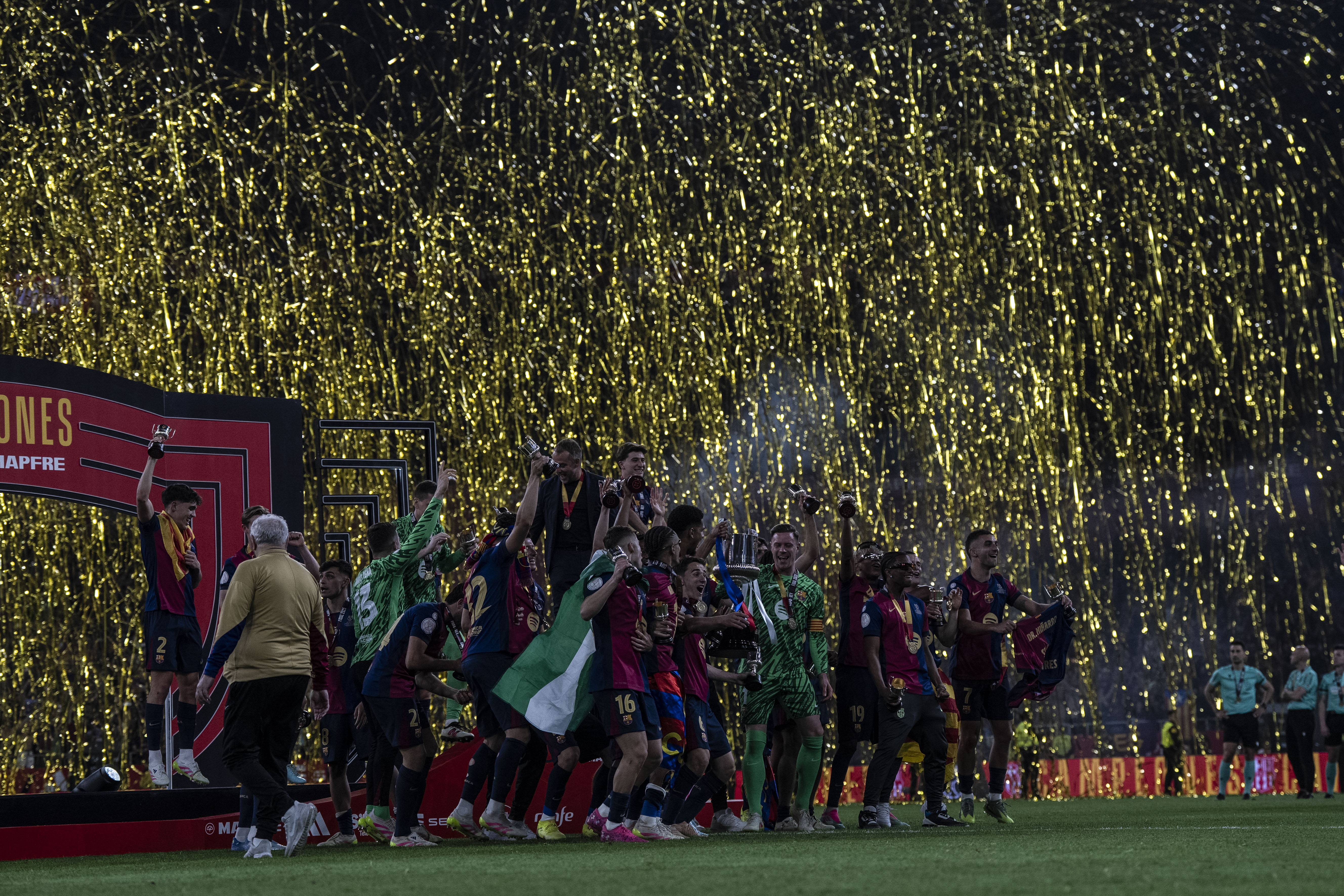
Winst van de Copa del Rey in seizoen 2024/25

Op 29 mei 2024 stelde de club Hans-Dieter Flick aan als trainer, een lang gekoesterde droom van president Joan Laporta. Laporta wil de Duitse voetbalschool bij de club introduceren en een nieuw tijdperk inluiden. Volgens de club sluit Flicks speelstijl goed aan bij de gewenste tactische identiteit en strategische koers. Hij tekende tot medio 2026. Flick vernieuwde de hele staf van Barça, met een sterke focus op het fysieke aspect. Hierdoor kende hij een indrukwekkende start bij de club; hij won zijn eerste vijf wedstrijden in de Primera División, iets wat weinig managers is gelukt en voor het eerst sinds het seizoen 2017/18. Ondanks de vele blessures onder de basisspelers wist Flick met een combinatie van talenten uit La Masia en ervaren krachten een dynamisch team samen te stellen. Op 24 oktober 2024 behaalde de club een 4-1 overwinning op Bayern München in de UEFA Champions League, een van de hoogtepunten van Flick's Barça, aangezien ze sinds 2015 niet meer van de Duitsers hadden gewonnen. Dezelfde week op zaterdag won Flick zijn eerste Clásico, met 4-0 in het Bernabéu. Op 29 november 2024 vierde de club haar 125-jarig jubileum met een gala in het Liceu in Barcelona. Op 12 januari won Barça zijn eerste trofee onder het bewind van Flick: de Supercopa de España in een El Clásico tegen Real Madrid, met een eindstand van 5-2. In januari 2025 verzekerde Barcelona zich van een plek bij de laatste 16 in de UEFA Champions League. Twee maanden later was de club nog altijd ongeslagen, als enige team uit de vijf grootste competities van Europa. Op 2 april kwalificeerde Barcelona zich voor de finale van de Copa del Rey, die in Sevilla zal plaatsvinden. In de eindstrijd treft het aartsrivaal Real Madrid, waardoor de finale een Clásico wordt. Op 15 april 2025 plaatste Barcelona zich voor het eerst sinds 2018/2019 weer voor de halve finale van de UEFA Champions League, na een overwinning op Borussia Dortmund en won over twee wedstrijden met 3-5. Op 27 april 2025 won FC Barcelona de Copa del Rey ten koste van Real Madrid, dankzij een 3-2 overwinning na verlenging. Het was de tweede prijs van het seizoen voor Barça in de jacht op een treble. Op 6 mei 2025 verloor Barça na verlenging in de tweede halvefinale-wedstrijd van de UEFA Champions League van Internazionale. Over twee wedstrijden eindigde het duel in een totaalstand van 7–6 in het voordeel van de Italiaanse club, waarmee het Europese avontuur van de ploeg van trainer Flick tot een einde kwam. Enkele dagen later, op zondag 11 mei 2025, wist Barça de vierde en laatste Clásico van het seizoen te winnen. Thuis werd Real Madrid met 4-3 verslagen. Door deze overwinning heeft Barcelona nog slechts één overwinning nodig om zich voor het eerst sinds het seizoen 2022/23 opnieuw tot kampioen van Primera División te kronen. Op 16 mei 2025 won Barcelona met 0-2 in het stadion van Espanyol en kroonde zich daarmee tot kampioen van de Primera División, met nog twee wedstrijden te spelen. Het was de derde prijs van het seizoen, waarmee de club de nationale treble completeerde.

## Clubcultuur

### Supporters

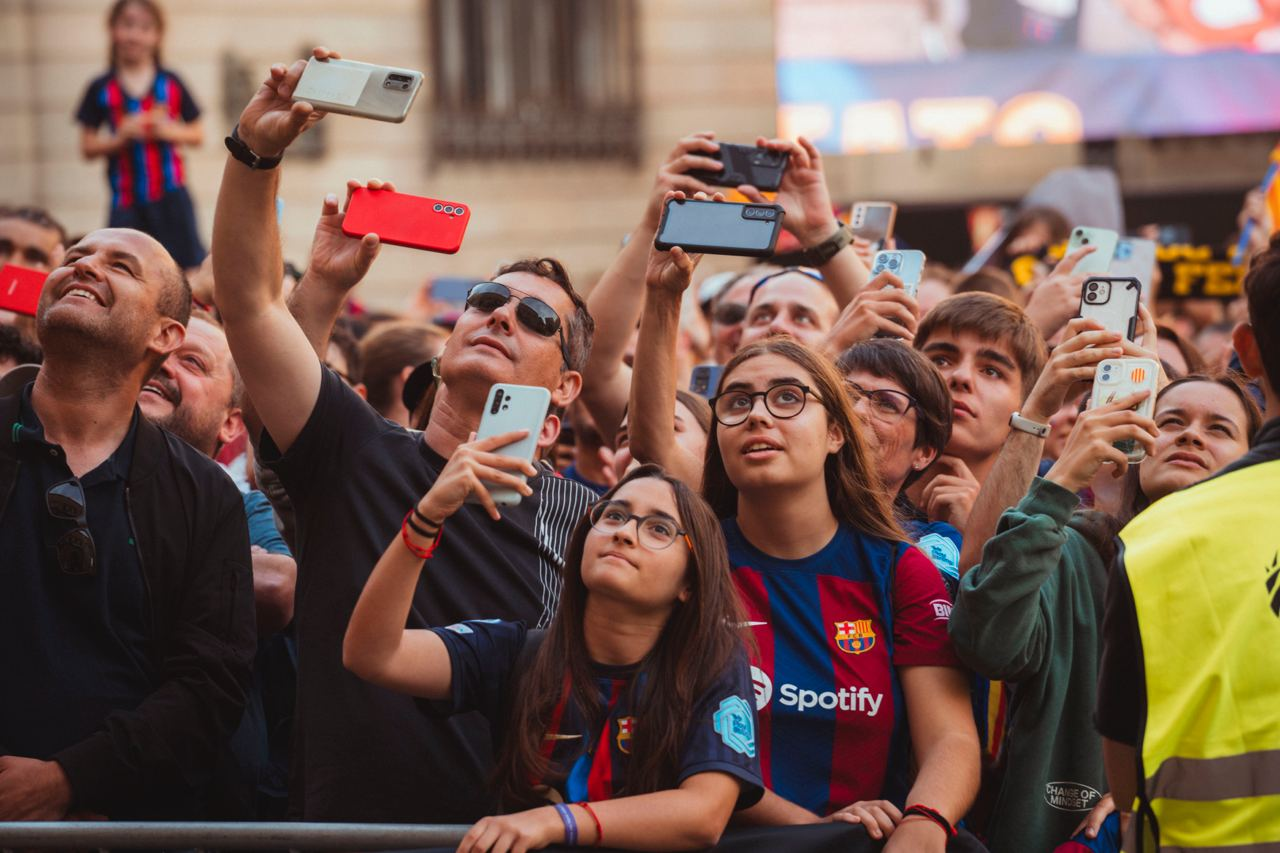
Supporters vieren de treble van het vrouwenteam van FC Barcelona op Plaça Sant Jaume.

De supporters van FC Barcelona worden gewoonlijk in Spanje culés (enkelvoud: culé) genoemd, wat letterlijk konten betekent in het Catalaans. De oorsprong hiervan ligt verankerd in de historie van FC Barcelona. Voordat de stadions Camp de Les Corts (1922-1957) en Camp Nou (1957-heden) de thuishavens van FC Barcelona werden, speelde de club zijn thuiswedstrijden in stadion L'Escopidora (1909-1922). Rondom dit veld stonden muren, en de supporters die geen kaartje konden betalen gingen dan meestal op de muren rondom het veld zitten om alsnog de wedstrijd te zien. Deze supporters waren over het algemeen het meest fanatiek. Zittend op de buitenmuren van stadion Escopidora was hun achterwerk zichtbaar voor mensen buiten het stadion. Deze noemden die mensen op de muren “culés”. Tot op de dag van vandaag is dit nog steeds het geval en waarschijnlijk zal dat steeds zo blijven.

#### Boixos Nois
Een van de meest fanatieke supporters groeperingen van FC Barcelona is de Boixos Nois.
De Boixos Nois staan bekend als radicaal en gewelddadig en de Boixos Nois definiëren zich zelf dan ook als hooligans. De groepering gebruikt een buldog als het logo. De grote vijanden van de Boixos Nois zijn traditioneel de Ultra Sur van Real Madrid en de Brigadas Blanquiazules van RCD Espanyol. De Boixos Nois werd begin jaren tachtig van de twintigste eeuw opgericht als een linksgeoriënteerde groepering. De naam is een samenvoeging van het Catalaanse boig wat gek betekent en van Can Boixeres, de wijk nabij het stadion Camp Nou waar de groep vaak samenkomt rondom wedstrijden. Nois is Catalaans voor "jongens". De Boixos Nois hielden zich voornamelijk op achter het doel aan de noordzijde van Camp Nou. In de 21ste eeuw zijn de Boixos Nois een groep zonder overeenkomstige politieke inslag en zowel linksgeoriënteerde als nationalistische skinheads maken deel uit van de groepering. Onder clubpresident Joan Gaspart hadden de Boixos Nois veel privileges en was er veel overlast van de groepering. Gaspart durfde echter niet in te grijpen. Kort na zijn verkiezing tot clubpresident in 2003, ging Joan Laporta wel de strijd aan met de Boixos Nois. Hij schafte de gratis tickets voor de groepering af en voerde een nultolerantie in tegenover supportersgeweld. De Boixos Nois waren niet blij met de maatregelen van Laporta en de president ontving verschillende doodsbedreigingen. Leuzen als “Laporta, we gaan je vermoorden. Camp Nou is ons huis, het graf is het jouwe. Je raakt niet van ons af, klootzak” werden met graffiti op een muur van zijn huis aangebracht. Uiteindelijk had de aanpak van Laporta toch succes.

#### Fanclubs
FC Barcelona heeft 1.337 officiële fanclubs (februari 2010), ook wel peñas of penyas genoemd. De club heeft de fanclubs onderverdeeld naar 35 geografische zones: de stad Barcelona (1-2), Catalonië (3-17), Spanje (18-33) en de wereld (34). Iedere fanclub heeft zijn eigen registratienummer. In België zijn er drie officiële fanclubs, Penya Barcelonista Casal Català Brussel·les (Brussel, n.550), Peña Barcelonista de Bruselas Saintguidon (Brussel, n.1420) en Penya Fanatiek FC Barcelona (Genk, n.1519). Nederland telt twee fanclubs; Fan Club Barcelona, officieel Fan Club Barcelona de Rosmalen (n.1323, dat onder andere een eigen website heeft, ieder kwartaal een tijdschrift uitgeeft en reizen organiseert naar wedstrijden van FC Barcelona) en Penya La Máquina Blaugrana (n.1532) die in Zutphen is gevestigd. Naast Spanje, België en Nederland zijn er ook fanclubs in Bosnië-Herzogowina, Bulgarije, Denemarken, Duitsland, Finland, Frankrijk, Georgië, Griekenland, Groot-Brittannië, Hongarije, Italië, Kosovo, Oekraïne, Polen, Portugal, Rusland, Zweden en Zwitserland in Europa. In Afrika in Burkina Faso, Gambia, Guinee, Kameroen, Mali, Marokko, Sierra Leone en Senegal. In Amerika in Argentinië, Brazilië, Chili, Costa Rica, Cuba, Dominicaanse Republiek, El Salvador, Guatemala, Panama, Peru, Venezuela en Verenigde Staten. In Azië in China, Japan, Singapore en de Verenigde Arabische Emiraten. In Oceanië in Australië en Nieuw-Caledonië.

### Logo

#### Clublogo
Het clublogo (escudo) van FC Barcelona heeft in de loop der jaren vele veranderingen ondergaan. In de beginjaren speelde de club met het wapen van de stad Barcelona op het shirt met daarboven de afbeelding van een vleermuis. Hierbij verwees de vleermuis, die ook afgebeeld staat op de wapens van Palma de Mallorca en Valencia (en de lokale voetbalclubs Valencia CF en UD Levante), naar de overwinning van graaf Jaume I de Veroveraar op de Moren in de dertiende eeuw. Volgens de overlevering zou destijds een vleermuis op de helm van de graaf zijn gaan zitten, een teken van bescherming en oplettendheid.
In 1913 kreeg FC Barcelona, in navolging van Engelse voetbalclubs, een eigen clublogo. Het clublogo omvat de olla met daarin drie vlakken en een middenbaan.
- De olla (etenspot) zou door Joan Gamper, oprichter van de club, zijn geïntroduceerd als verwijzing naar de etenspot van bouwvakkers. Deze etenspot was tijdens de lunch het centrale punt en stond voor eenheid, plezier en gezelligheid. Gamper vond dat FC Barcelona eenzelfde rol moest gaan vervullen binnen de samenleving. De punten links en rechts aan het clublogo stellen handvatten voor, de onderste punt (in het verleden punten) het vuurtje onder de etenspot en de bovenste golven de kokende inhoud van de etenspot.
- Het vlak linksboven toont een rood kruis op een witte achtergrond, het teken van Sant Jordi (Nederlands: Sint-Joris de Drakendoder), de beschermheilige van Catalunya.
- Het vlak rechtsboven toont het patroon van de senyera, de vlag van het oude koninkrijk Aragón en het oude graafschap Barcelona: vier rode banen op een gele achtergrond.
- Het onderste vlak toont de clubkleuren van FC Barcelona, donkerblauw en granaatrood (de kleuren van FC Basel, zie Johan “Joan” Gamper), met daarop een beige voetbal, verwijzend naar de belangrijkste sport binnen de club.
- De middenbaan toont de letters FCB, verwijzend naar de naam van de club, op een goudgele achtergrond. De middenbaan heeft in de loop der jaren de meeste veranderingen ondergaan wat betreft kleur (in het verleden onder meer wit) en wat betreft opschrift (tijdens de Franco-tijd het verspaanste "C de FB").

### Mascotte
Op 29 november 2024 vierde FC Barcelona haar 125-jarig jubileum met de onthulling van een nieuwe mascotte: CAT, een speels en expressief personage geïnspireerd afgeleid van het woord Catalonië. Het is ontworpen door het Grangel Studio, die ook samenwerkte met DreamWorks, Sony en Universal Pictures. 
CAT belichaamt de kernwaarden van Barça: creativiteit, inclusiviteit en passie.
De  mascotte draagt trots de blaugrana-kleuren en symboliseert de Catalaanse identiteit met de vier rode strepen uit de Catalaanse vlag. CAT zal niet alleen een vaste rol spelen tijdens evenementen, maar ook actief zijn op social media zoals Instagram en TikTok, In samenwerking met ONCE heeft Barça een tactiele versie van de mascotte ontwikkeld voor blinden en slechtzienden, waarmee de club haar toewijding aan inclusie en toegankelijkheid benadrukt.

## Sponsors
Meyba en Kappa sponsorden FC Barcelona tot 1998. Sindsdien is Nike de kledingsponsor van de club. Tot 1 juni 2011 weigerde FC Barcelona commerciële shirtsponsoring. Van 2005 tot 2013 stond het logo van de Catalaanse televisiezender TV3 als sponsor op de linkerarm van het tenue.
Op 7 september 2006 sloot de club een overeenkomst voor vijf jaar met UNICEF met de slogan Barça, més que un club, waarbij FC Barcelona de organisatie jaarlijks steunde met 1,5 miljoen euro en het Unicef-logo mocht afbeelden op wedstrijd- en trainingskleding. Unicef wordt hierdoor beschouwd als de eerste shirtsponsor in de geschiedenis van de club.
Vanaf 1 juni 2011 stond de naam van de Qatar Foundation op het shirt. Unicef verhuisde naar de achterzijde onder het rugnummer. Hiermee werd dit bedrijf de eerste echte commerciële shirtsponsor. Qatar Airways volgde als hoofdsponsor tot en met het seizoen 2016/17. De club vroeg destijds €60 miljoen per jaar van de Qatarese overheid.
Van 1 juli 2017 tot medio 2022 prijkte de naam van het Japanse elektronicaconcern Rakuten op het shirt. Oud-speler Gerard Piqué speelde een rol bij deze deal.
Op 15 maart 2022 maakte de club bekend een overeenkomst van €280 miljoen te hebben gesloten met het Zweedse Spotify, waarbij het bedrijf vanaf seizoen 2022/23 voor vier jaar de shirtsponsor van zowel de mannen als vrouwen werd, én haar naam aan het stadion mocht verbinden.
Tegelijkertijd verviel de overeenkomst met Unicef. Deze werd vervangen door UNHCR/ACNUR, de Hoge Commissaris voor de Vluchtelingen van de Verenigde Naties. De samenwerking loopt vier jaar.
Op 25 mei 2023 kondigde TP Vision, een dochteronderneming van Philips, een samenwerking aan met FC Barcelona. Het Ambilight TV-logo zal op de mouw van het shirt verschijnen. Het contract loopt tot medio 2028 en vertegenwoordigt een waarde van €80 miljoen.
Op 9 november 2024 verlengden Nike en FC Barcelona hun samenwerking tot medio 2038. Het nieuwe contract levert de club €127 miljoen per seizoen op, met een eenmalige bonus van €10 miljoen. Het totale bedrag komt daarmee op circa €1,7 miljard – een van de grootste sponsorcontracten in het voetbal.
In juli 2025 sloot FC Barcelona een vierjarige samenwerkingsovereenkomst met de regering van de Democratische Republiek Congo. De deal, met een geschatte waarde van 40 tot 46 miljoen euro, heeft als doel om de Congolese cultuur, sport en het toerisme internationaal te promoten. Als onderdeel van de overeenkomst verschijnt de slogan "Heart of Africa" op het trainings- en warming-upshirt van zowel het mannen- als het vrouwenteam. De samenwerking omvat daarnaast sporteducatieprogramma’s voor jongeren en de oprichting van een cultureel paviljoen in het vernieuwde Spotify Camp Nou.
De hoofdsponsors van FC Barcelona zijn:
- Nike
- Spotify
- Ambilight TV
- Cupra

| Periode    | Kledingsponsor | Shirtsponsor voorzijde | Shirtsponsor rug | Shirtsponsor mouw | Trainingsshirt  |
| ---------- | -------------- | ---------------------- | ---------------- | ----------------- | --------------- |
| 1982–1992  | Meyba          |                        |                  |                   |                 |
| 1992–1998  | Kappa          |                        |                  |                   |                 |
| 1998–2004  | Nike           |                        |                  | TV3               |                 |
| 2004–2006  | Nike           |                        |                  | TV3               |                 |
| 2006–2011  | Nike           | Unicef                 |                  | TV3               |                 |
| 2011–2013  | Nike           | Qatar Foundation       | Unicef           | TV3               |                 |
| 2013–2015  | Nike           | Qatar Airways          | Unicef           | Beko              |                 |
| 2015–2017  | Nike           | Qatar Airways          | Unicef           | Beko              |                 |
| 2017–2021  | Nike           | Rakuten                | Beko             | Beko              |                 |
| 2021–2022  | Nike           | Rakuten                | Beko             | Beko              |                 |
| 2022–2023  | Nike           | Spotify                | UNHCR            | Spotify           |                 |
| 2023–2025  | Nike           | Spotify                | UNHCR            | Ambilight TV      |                 |
| 2025–heden | Nike           | Spotify                | UNHCR            | Ambilight TV      | Heart of Africa |

Laatst bijgewerkt: 30 juli 2025.

## Clubstructuur

### Eigenaarschap
Samen met Real Madrid, Athletic Bilbao en Osasuna is FC Barcelona een non-profit, gesloten vereniging. In tegenstelling tot een naamloze vennootschap is het niet mogelijk om aandelen in de club te kopen. Toetreding is uitsluitend mogelijk via een lidmaatschap. Dit lidmaatschap is echter niet voor iedereen toegankelijk; alleen personen met een connectie tot een van de bestaande socis (leden) kunnen zich aansluiten.
De socis vormen het hoogste bestuursorgaan van de club en zijn georganiseerd in een vergadering van afgevaardigden, de zogenaamde Ordinary General Assembly. Tijdens deze vergaderingen nemen de socis belangrijke beslissingen en hebben zij het laatste woord over de richting en het beleid van de club. Hoewel de president samen met het bestuur beslissingen kan nemen, hebben deze pas kracht na goedkeuring na de vergadering. 
Op 31 mei 2023 telde de club 150.317 socis.

## Financiën
Aan het begin van de 21e eeuw belandde FC Barcelona onder het voorzitterschap van Joan Gaspart in een diepe financiële en sportieve crisis. De inkomsten daalden, de uitgaven voor salarissen en transfers liepen uit de hand, en de schulden stegen tot ruim 186 miljoen euro. In zijn laatste seizoen draaide de club een operationeel verlies van 72 miljoen euro, terwijl spelerssalarissen 88% van de omzet vertegenwoordigden.
Met de komst van Joan Laporta in 2003 volgde een periode van sportief herstel en financiële modernisering. Toch bleef de schuldenlast hoog. Onder zijn opvolgers Sandro Rosell en Josep Maria Bartomeu kende de club ongekende sportieve successen, maar ook financieel roekeloos beleid. Zeer kostbare transfers en langdurige, dure contracten leidden tot een structurele disbalans. De coronapandemie bracht de situatie tot een hoogtepunt; een audit in 2021 stelde de totale schuld vast op €1,35 miljard. Het vertrek van Lionel Messi in 2021 symboliseerde de ernst van de crisis.
Sinds Laporta’s terugkeer in 2021 voert de club een herstelbeleid, met ingrijpende maatregelen zoals de verkoop van 25% van de La Liga-medierechten aan Sixth Street, en 49% van Barça Studios. Deze "economische hefbomen" leverden honderden miljoenen euro’s aan liquiditeit op.
In het seizoen 2022/2023 boekte de club weer een nettowinst van €304 miljoen. Ondanks aanhoudende beperkingen bleef FC Barcelona investeren in sportieve versterkingen, met onder meer de komst van Lewandowski en Koundé. Op commercieel vlak groeiden de inkomsten dankzij het Espai Barça-project, een stadiondeal met Spotify (€280 miljoen in vier jaar), en een vernieuwd sponsorcontract met Nike dat jaarlijks tot €127 miljoen kan opleveren.
Voor het seizoen 2024/2025 verwacht de club een omzet van circa €950 miljoen en een nettowinst van €5 miljoen, met een positieve EBITDA van €90 miljoen. De sponsorinkomsten stijgen naar verwachting tot boven de €260 miljoen, mede dankzij verdere groei in merchandising en e-commerce via Barça Licensing & Merchandising (BLM).
Ondanks commerciële successen blijft de schuldenlast een uitdaging. De nettoschuld (exclusief stadionproject) bedroeg medio 2024 circa €560 miljoen, terwijl het bredere totaal aan verplichtingen op liep tot circa €1,75 miljard. De financiering van Espai Barça blijft juridisch buiten de clubbalans en loopt tot circa 2048–2050.
Belangrijk is dat de club anno 2025 weer opereert binnen de reguliere 1:1-regel van La Liga, na eerder onder zware beperkingen te hebben gewerkt vanwege de zogenoemde 1:4-regel. Een faillissement is nooit aan de orde geweest; de kern van het probleem lag in een structurele onbalans tussen inkomsten en uitgaven, vooral veroorzaakt tijdens het voorzitterschap van Bartomeu. Dankzij strikte kostenbeheersing, schuldafbouw en stijgende commerciële inkomsten is de financiële situatie inmiddels gestabiliseerd.

## Organisatie

#### President
FC Barcelona wordt geleid door een president die elke vier jaar wordt gekozen door de leden, de socios. Kandidaten moeten vooraf een bepaald aantal handtekeningen verzamelen om mee te mogen doen aan de verkiezingen. Tijdens de campagne beloven kandidaten vaak veranderingen, zoals nieuwe spelers of trainers. Leden stemmen op de verkiezingsdag op het terrein van de club. De verkiezingsopkomst is regelmatig hoger dan bij verkiezingen in Catalonië of Spanje. 
Als er geen tegenkandidaten zijn, wordt de zittende president automatisch herbenoemd voor vier jaar. Een president mag maximaal twee opeenvolgende termijnen dienen. Deze democratische structuur, uniek in het voetbal, is nauw verweven met de geschiedenis van Catalonië en de rol van de club als symbool van Catalaanse identiteit.
De huidige president van FC Barcelona is Joan Laporta, die sinds 2021 in functie is. Eerder was hij al president van de club van 2003 tot 2010. 

#### Bestuursleden
De overige (belangrijke) bestuursleden zijn:
- Rafael Yuste, vicepresident
- Elena Fort, tweede vicepresident
- Antonio Escudero i Martínez, derde vicepresident
- Juli Guiu i Marquina, vierde vicepresident
- Josep Cubells i Ribé, secretaris
- Ferran Olivé i Cànovas, penningmeester
- Joan Soler i Ferré, bestuurslid en directeur jeugdvoetbal
- Xavier Puig i Hernández, bestuurslid en directeur vrouwenvoetbal

## Eerste elftal

### Selectie 2025/26
| Nr.           | Nat.                      | Naam                  | Positie    | Contract     | Vorige club (transfersom) | Debuutdatum       | Debuutwedstrijd                        | Cantera |
| Keepers       | Keepers                   | Keepers               | Keepers    | Keepers      | Keepers                   | Keepers           | Keepers                                | Keepers |
| ------------- | ------------------------- | --------------------- | ---------- | ------------ | ------------------------- | ----------------- | -------------------------------------- | ------- |
| 1             | Vlag van Duitsland        | Marc-André ter Stegen | DM         | 30 juni 2028 | Mönchengladbach (12,0M)   | 19 juli 2014      | Recreativo Huelva - FC Barcelona (0-1) | Nee     |
| 13            | Vlag van Spanje           | Joan García           | DM         | 30 juni 2031 | RCD Espanyol (25,0M)      | 16 augustus 2025  | RCD Mallorca - FC Barcelona (0-3)      | Nee     |
| 25            | Vlag van Polen            | Wojciech Szczęsny     | DM         | 30 juni 2025 | Transfervrij (0,0M)       | 4 januari 2025    | UD Barbastro - FC Barcelona (0-4)      | Nee     |
| 31            | Vlag van Verenigde Staten | Diego Kochen          | DM         | 30 juni 2028 | Eigen jeugd (0,0M)        | —                 | —                                      | Ja      |
| Verdedigers   |                           |                       |            |              |                           |                   |                                        |         |
| 2             | Vlag van Spanje           | Pau Cubarsí           | CV         | 30 juni 2026 | Eigen jeugd (0,0M)        | 21 januari 2023   | Real Betis - FC Barcelona (2-4)        | Ja      |
| 3             | Vlag van Spanje           | Alejandro Balde       | LA/RA      | 30 juni 2024 | Eigen jeugd (0,0M)        | 14 september 2021 | Bayern München - FC Barcelona (3-0)    | Ja      |
| 4             | Vlag van Uruguay          | Ronald Araujo         | CV/RA      | 30 juni 2031 | Eigen jeugd (0,0M)        | 2 september 2018  | FC Barcelona - Huesca (8-2)            | Ja      |
| 15            | Vlag van Denemarken       | Andreas Christensen   | CV/CVM     | 30 juni 2026 | Chelsea (0,0M)            | 13 augustus 2022  | FC Barcelona - Rayo Vallecano (0-0)    | Nee     |
| 23            | Vlag van Frankrijk        | Jules Koundé          | CV/RA      | 30 juni 2027 | Sevilla (50,0M)           | 28 augustus 2022  | FC Barcelona - Rayo Vallecano (4-0)    | Nee     |
| 24            | Vlag van Spanje           | Eric García           | CV/CVM     | 30 juni 2026 | Manchester City (0,0M)    | 15 augustus 2021  | FC Barcelona - Real Sociedad (4-2)     | Ja      |
| 26            | Vlag van Spanje           | Jofre Torrents        | LA         | 30 juni 2028 | Eigen jeugd (0,0M)        | —                 | —                                      | Ja      |
| 32            | Vlag van Spanje           | Héctor Fort           | LA         | 30 juni 2026 | Eigen jeugd (0,0M)        | 13 december 2023  | Royal Antwerp - FC Barcelona (3-2)     | Ja      |
| Middenvelders |                           |                       |            |              |                           |                   |                                        |         |
| 6             | Vlag van Spanje           | Gavi                  | CM/CAM/LB  | 30 juni 2030 | Eigen jeugd (0,0M)        | 29 augustus 2021  | FC Barcelona - Getafe (2-1)            | Ja      |
| 8             | Vlag van Spanje           | Pedri                 | CM/CAM/LB  | 30 juni 2030 | UD Las Palmas (17,50M)    | 27 september 2020 | FC Barcelona - Villarreal (4-0)        | Nee     |
| 16            | Vlag van Spanje           | Fermín López          | CM/CAM/CA  | 30 juni 2027 | Eigen jeugd (0,0M)        | 27 augustus 2023  | Villarreal - FC Barcelona (3-4)        | Ja      |
| 20            | Vlag van Spanje           | Dani Olmo             | CAM/LB     | 30 juni 2030 | RB Leipzig (55,0M)        | 27 augustus 2024  | FC Barcelona - Rayo Vallecano (1-2)    | Ja      |
| 21            | Vlag van Nederland        | Frenkie de Jong       | CM/CVM/CV  | 30 juni 2026 | Ajax (86,0M)              | 16 augustus 2019  | Athletic Bilbao - FC Barcelona (1-0)   | Nee     |
| 28            | Vlag van Spanje           | Marc Bernal           | CM/CAM/CVM | 30 juni 2025 | Eigen jeugd (0,0M)        | 13 augustus 2023  | Getafe - FC Barcelona (0-0)            | Ja      |
| 17            | Vlag van Spanje           | Marc Casadó           | CVM/CM     | 30 juni 2028 | Eigen jeugd (0,0M)        | 1 november 2022   | Viktoria Plzen - FC Barcelona (2-4)    | Ja      |
| 30            | Vlag van Spanje           | Guille Fernández      | CM         | 30 juni 2027 | Eigen jeugd (0,0M)        | —                 | —                                      | Ja      |
| Aanvallers    |                           |                       |            |              |                           |                   |                                        |         |
| 7             | Vlag van Spanje           | Ferran Torres         | LB/SP/RB   | 30 juni 2027 | Manchester City (55,0M)   | 20 januari 2022   | Athletic Bilbao - FC Barcelona (3-2)   | Nee     |
| 9             | Vlag van Polen            | Robert Lewandowski    | SP         | 30 juni 2025 | Bayern München (45,0M)    | 13 augustus 2022  | FC Barcelona - Rayo Vallecano (0-0)    | Nee     |
| 10            | Vlag van Spanje           | Lamine Yamal          | RB/LB      | 30 juni 2031 | Eigen jeugd (0,0M)        | 29 april 2023     | FC Barcelona - Real Betis (4-0)        | Ja      |
| 11            | Vlag van Brazilië         | Raphinha              | RB/LB      | 30 juni 2028 | Leeds United (58,0M)      | 13 augustus 2022  | FC Barcelona - Rayo Vallecano (0-0)    | Nee     |
| 14            | Vlag van Engeland         | Marcus Rashford       | LB/SP      | 30 juni 2026 | Manchester United (0,0M)  | 16 augustus 2025  | RCD Mallorca - FC Barcelona (0-3)      | Nee     |
| 19            | Vlag van Zweden           | Roony Bardghji        | RB/LB      | 30 juni 2029 | FC Kopenhagen (0,0M)      | —                 | —                                      | Nee     |
| 29            | Vlag van Spanje           | Toni Fernández        | RB         | 30 juni 2027 | Eigen jeugd (0,0M)        | —                 | —                                      | Ja      |

Bijgewerkt tot en met 19 augustus 2025.
Bron: Transfermarkt, FC Barcelona en Laliga
 = Aanvoerder

## Staf 2025/26
| Technische staf           | Technische staf    | Technische staf         | Technische staf |
| ------------------------- | ------------------ | ----------------------- | --------------- |
|                           | Functie            | Nationaliteit           | Naam            |
| Hoofdtrainer              | Vlag van Duitsland | Hansi Flick             |                 |
| Assistent-trainer         | Vlag van Duitsland | Marcus Sorg             |                 |
| Assistent-trainer         | Vlag van Duitsland | Toni Tapalović          |                 |
| Assistent-trainer         | Vlag van Duitsland | Heiko Westermann        |                 |
| Fysiektrainer             | Vlag van Spanje    | Julio Tous              |                 |
| Fysiektrainer             | Vlag van Spanje    | Pepe Conde              |                 |
| Fysiektrainer             | Vlag van Spanje    | Rafael Maldonado        |                 |
| Fitness- en krachttrainer | Vlag van Spanje    | Germán Fernández        |                 |
| Keeperstrainer            | Vlag van Spanje    | José Ramón de la Fuente |                 |

Bijgewerkt tot en met 1 juli 2025.

## Erelijst
| Competitie                          | Aantal | Jaren |
| ----------------------------------- | ------ | --- |
| Internationaal                      |        | |
| FIFA Club World Cup                 | 3x     | 2009, 2011, 2015 |
| Europacup I / UEFA Champions League | 5x     | 1992, 2006, 2009, 2011, 2015 |
| UEFA Cup Winners' Cup               | 4x     | 1979, 1982, 1989, 1997 |
| Europese Supercup / UEFA Super Cup  | 5x     | 1992, 1997, 2009, 2011, 2015 |
| Jaarbeursstedenbeker                | 3x     | 1958, 1960, 1966 |
| Copa Latina                         | 2x     | 1949, 1952 |
| Nationaal                           |        | |
| Primera División                    | 28x    | 1929, 1945, 1948, 1949, 1952, 1953, 1959, 1960, 1974, 1985, 1991, 1992, 1993, 1994, 1998, 1999, 2005, 2006, 2009, 2010, 2011, 2013, 2015, 2016, 2018, 2019, 2023, 2025                         |
| Copa del Rey                        | 32x    | 1910, 1912, 1913, 1920, 1922, 1925, 1926, 1928, 1942, 1951, 1952, 1953, 1957, 1959, 1963, 1968, 1971, 1978, 1981, 1983, 1988, 1990, 1997, 1998, 2009, 2012, 2015, 2016, 2017, 2018, 2021, 2025 |
| Supercopa de España                 | 15x    | 1983, 1991, 1992, 1994, 1996, 2005, 2006, 2009, 2010, 2011, 2013, 2016, 2018, 2023, 2025 |
| Copa de la Liga                     | 2x     | 1983, 1986 |
| Regionaal                           |        | |
| Campionat de Catalunya              | 22x    | 1902, 1903, 1905, 1909, 1910, 1911, 1916, 1919, 1920, 1921, 1922, 1924, 1925, 1926, 1927, 1928, 1930, 1931, 1932, 1935, 1936, 1938                                                             |
| Copa de los Pirineos                | 4x     | 1910, 1911, 1912, 1913 |
| Lliga Mediterrània                  | 1x     | 1937 |
| Copa Catalunya                      | 8x     | 1991, 1993, 2000, 2003, 2004, 2007, 2013, 2014 |
| Supercopa de Catalunya              | 2x     | 2014, 2018 |
| Vriendschappelijke toernooien       |        | |
| Trofeu Joan Gamper                  | 46x    | 1966, 1967, 1968, 1969, 1971, 1973, 1974, 1975, 1976, 1977, 1979, 1980, 1983, 1984, 1985, 1986, 1988, 1990, 1991, 1992, 1995, 1996, 1997, 1998, 1999, 2000, 2001, 2002,                        |

## Overzichtslijsten

### Competitie

#### Eindklasseringen
- 1929 1e
Primera División
- 1930 2e
Primera División
- 1931 4e
Primera División
- 1932 3e
Primera División
- 1933 4e
Primera División
- 1934 9e
Primera División
- 1935 6e
Primera División
- 1936 5e
Primera División
- 1937
- 1938
- 1939
- 1940 10e
Primera División
- 1941 3e
Primera División
- 1942 12e
Primera División
- 1943 3e
Primera División
- 1944 6e
Primera División
- 1945 1e
Primera División
- 1946 2e
Primera División
- 1947 4e
Primera División
- 1948 1e
Primera División
- 1949 1e
Primera División
- 1950 5e
Primera División
- 1951 4e
Primera División
- 1952 1e
Primera División
- 1953 1e
Primera División
- 1954 2e
Primera División
- 1955 2e
Primera División
- 1956 2e
Primera División
- 1957 2e
Primera División
- 1958 3e
Primera División
- 1959 1e
Primera División
- 1960 1e
Primera División
- 1961 4e
Primera División
- 1962 2e
Primera División
- 1963 7e
Primera División
- 1964 2e
Primera División
- 1965 6e
Primera División
- 1966 3e
Primera División
- 1967 2e
Primera División
- 1968 2e
Primera División
- 1969 3e
Primera División
- 1970 4e
Primera División
- 1971 2e
Primera División
- 1972 3e
Primera División
- 1973 2e
Primera División
- 1974 1e
Primera División
- 1975 3e
Primera División
- 1976 2e
Primera División
- 1977 2e
Primera División
- 1978 2e
Primera División
- 1979 5e
Primera División
- 1980 4e
Primera División
- 1981 5e
Primera División
- 1982 2e
Primera División
- 1983 4e
Primera División
- 1984 3e
Primera División
- 1985 1e
Primera División
- 1986 2e
Primera División
- 1987 2e
Primera División
- 1988 6e
Primera División
- 1989 2e
Primera División
- 1990 3e
Primera División
- 1991 1e
Primera División
- 1992 1e
Primera División
- 1993 1e
Primera División
- 1994 1e
Primera División
- 1995 4e
Primera División
- 1996 3e
Primera División
- 1997 2e
Primera División
- 1998 1e
Primera División
- 1999 1e
Primera División
- 2000 2e
Primera División
- 2001 4e
Primera División
- 2002 4e
Primera División
- 2003 6e
Primera División
- 2004 2e
Primera División
- 2005 1e
Primera División
- 2006 1e
Primera División
- 2007 2e
Primera División
- 2008 3e
Primera División
- 2009 1e
Primera División
- 2010 1e
Primera División
- 2011 1e
Primera División
- 2012 2e
Primera División
- 2013 1e
Primera División
- 2014 2e
Primera División
- 2015 1e
Primera División
- 2016 1e
Primera División
- 2017 2e
Primera División
- 2018 1e
Primera División
- 2019 1e
Primera División
- 2020 2e
Primera División
- 2021 3e
Primera División
- 2022 2e
Primera División
- 2023 1e
Primera División
- 2024 2e
Primera División
- 2025 1e
Primera División

- Primera División

## Barça in Europa
Barcelona speelt sinds 1955 onafgebroken in diverse Europese competities. Hieronder staan de competities en in welke seizoenen de club deelnam. De edities die FC Barcelona heeft gewonnen zijn dik gedrukt.
UEFA Champions League (31x)
1992/93, 1993/94, 1994/95, 1997/98, 1998/99, 1999/00, 2000/01, 2001/02, 2002/03, 2004/05, 2005/06, 2006/07, 2007/08, 2008/09, 2009/10, 2010/11, 2011/12, 2012/13, 2013/14, 2014/15, 2015/16, 2016/17, 2017/18, 2018/19, 2019/20, 2020/21, 2021/22, 2022/23, 2023/24, 2024/25, 2025/26
Europacup I (5x)
1959/60, 1960/61, 1974/75, 1985/86, 1991/92
Europacup II (UEFA Cup Winners' Cup) (13x)
1963/64, 1968/69, 1971/72, 1978/79, 1979/80, 1981/82, 1982/83, 1983/84, 1984/85, 1988/89, 1989/90, 1990/91, 1996/97
UEFA Europa League (2x)
2021/22, 2022/23
UEFA Cup (11x)
1972/73, 1973/74, 1975/76, 1976/77, 1977/78, 1980/81, 1986/87, 1987/88, 1995/96, 2000/01, 2003/04
Jaarbeursstedenbeker (11x)
1955/58, 1958/60, 1960/61, 1961/62, 1962/63, 1964/65, 1965/66, 1966/67, 1967/68, 1969/70, 1970/71
UEFA Super Cup (9x)
1979, 1982, 1989, 1992, 1997, 2006, 2009, 2011, 2015

### Bijzonderheden Europese competities
| Bijzonderheid                 | Datum      | Tegenstander      | Plaats    | Uitslag | Speler         | Aantal |
| ----------------------------- | ---------- | ----------------- | --------- | ------- | -------------- | ------ |
| Hoogste overwinning           | 15-09-1982 | Apollon Limasol   | Barcelona | 8–0     |                |        |
| Hoogste overwinning           | 15-10-2003 | FK Púchov         | Barcelona | 8–0     |                |        |
| Hoogste nederlaag             | 14-08-2020 | FC Bayern München | Lissabon  | 2–8     |                |        |
| Speler met meeste wedstrijden | 06-06-2015 | –                 | –         | –       | Xavi Hernández | 173    |
| Speler met meeste doelpunten  | 10-03-2021 | –                 | –         | –       | Lionel Messi   | 123    |

UEFA Club Ranking: 10 (07-07-2025)

## Bekende (oud-)Blaugranas
Voor de club speelden onder anderen Bernd Schuster, Diego Maradona, Hristo Stoichkov, Gheorghe Hagi, Ladislao Kubala, Michael Laudrup, Romário, Ronaldo, Luís Figo, Patrick Kluivert, Ronald Koeman, Rivaldo, Ronaldinho, Lionel Messi, Xavi, Carles Puyol en Andrés Iniesta.
Johan Cruijff behaalde met de club grote successen. Als speler won hij één landskampioenschap (1974) en eenmaal de Spaanse beker. Hoewel zijn prijzenkast als speler beperkt bleef, staat zijn spelstijl voor altijd in het geheugen van de supporters gegrift. Als trainer formeerde Cruijff een elftal dat bekend kwam te staan als het Dream Team. Het hoogtepunt daarvan was de winst van de Europacup I in 1992, tegenwoordig de UEFA Champions League.
Ook Frank Rijkaard, die in 2003 werd aangesteld als coach, vormde een elftal dat het niveau van Cruijffs team evenaarde. Onder zijn leiding won Barça twee landskampioenschappen (2005 en 2006) én de Champions League van 2006. Vervolgens leidde Josep Guardiola het team naar ongekende successen. In zeven seizoenen werd Barcelona vijf keer landskampioen, en in 2009, 2011 en 2015 won het de Champions League. In 2009 werd voor het eerst in de clubgeschiedenis de treble gewonnen (landstitel, beker en Champions League), een prestatie die in 2015 werd herhaald — iets dat alleen ook FC Bayern München is gelukt.
Later werd Xavi trainer van de club. Hij stond aan het roer van november 2021 tot mei 2024.

### Aanvoerders
- 1971–1973 :  Joaquim Rifé
- 1974–1978 :  Johan Cruijff
- 1978–1980 :  Juan Manuel Asensi
- 1980–1982 :  Antonio Olmo
- 1982–1983 :  Quini
- 1984–1986 :  Bernd Schuster
- 1986–1988 :  Víctor Muñoz
- 1988–1993 :  José Ramón Alexanko
- 1993–1997 :  José Mari Bakero
- 1997–2001 :  Josep Guardiola
- 2001–2002 :  Sergi
- 2002–2004 :  Luis Enrique
- 2004–2014 :  Carles Puyol
- 2014–2015 :  Xavi
- 2015–2018 :  Andrés Iniesta
- 2018–2021 :  Lionel Messi
- 2021–2023 :  Sergio Busquets
- 2023–2024 :  Sergi Roberto
- 2024–2025 :  Marc-André ter Stegen
- 2024–2025 :  Marc-André ter Stegen
- 2025–heden :  Ronald Araújo